# 井上久夫
井上 久夫（いのうえ ひさお、1964年6月11日 -）は、埼玉県さいたま市岩槻区生まれの作曲家、ギタリスト。
現在はHisao Inoue Trioでさいたまを中心にライブ活動をしながら自身の音楽教室、井上久夫音楽教室の代表を務める。

## 人物
幼少の頃は絵画が好きで小学生から油絵を習い画家を目指していた。その後、従弟の所有するギターに興味を持ち中学1年生からギターをはじめる。地元のギター教室に通いブルース、ロック、特にエリック・クラプトン、ジェフ・ベックに影響を受ける。
中学、高校時代は同級生とあまりに技術的、音楽的なレベルが合わず社会人とバンドを組んで活動していた。主にインストのフュージョンを好んで演奏していたが、当時はラリー・カールトンが好きで自らもGibsonのES-335をその後3本購入している。
高校進学時からプロ志向であったが周囲からは変わり者扱いされていた。高校卒業後は尚美音楽院に進学。
本格的にJAZZの勉強を始める。ここで野中英氏と知り合い現代音楽、フリーJAZZの世界に足を踏み入れその後はミュージックコンクレートな実験的音楽の製作とフリーJAZZの演奏に力を入れ完全に変態扱いを受けていた。
尚美卒業後はBerklee College of Music作曲家へ留学。しかし、保守的なBerkleeの雰囲気になじめず現代音楽とフリーJAZZに益々のめり込む。もっとも影響を受けた作曲家はクセナキス、リゲティ、武満徹だと語っている。作曲をScott Fessler、対位法をBob Pilkingtonに師事。師匠であるScott Fesslerの勧めでその後California Institute of the Artsへの転校を手続きしたが、精神的なストレスにより体調不良で帰国した。
帰国後、治療を終えたら再度渡米するつもりでいたがギタリストの江部賢一氏に紹介された仕事に嵌り渡米できず国内でプロの作曲家として活動を始める。その後、マルチメディアブームによりゲームもCD-ROMで製作されるようになるとその活動を高く評価され、株式会社テレネットにヘッドハンティングされる。そこで音楽ディレクターとしてゲームのBGMの作曲、編曲、声優、外注のマネージメント、CM、PVの製作などマルチな才能を発揮して音楽チームを統括した。その後、会社の内部崩壊によりゲーム音楽に見切りをつけてマルチメディア、インターネットコンテンツの世界へ転身した。
デジタルハリウッド、尚美学園、ヒューマンアカデミーなどの有名専門学校の非常勤講師を務めながら、CD-ROMコンテンツ製作、多数の書籍執筆活動など同時進行でおこなったため極度な不規則な生活で衰弱し糖尿病、突発性難聴を発症して右耳の聴力を失う。
その後、不眠が続き3年間治療に専念するため全ての活動を停止していたが、2014年より音楽活動を再開。

## 主な作品と著書

### CD-ROM2
- 1989年06月23日 - ヴァリス2 THE FANTASM SOLDIER、(株)テレネット
- 1989年09月14日 - SUPERアルバトロス、(株)テレネット
- 1989年12月30日 - レッドアラード、(株)テレネット
- 1990年03月30日 - コズミック・ファンタジー冒険少年ユウ	、(株)テレネット
- 1990年07月06日 - 迷宮のエルフィーネ、(株)テレネット
- 1990年09月07日 - ヴァリス3 THE FANTASM SOLDIER、(株)テレネット
- 1990年12月07日 - アヴェンジャー、(株)テレネット
- 1991年04月05日 - コズミック・ファンタジー2 冒険少年バン、(株)テレネット
- 1991年08月23日 - ヴァリス4 THE FANTASM SOLDIER、(株)テレネット
- 1992年09月11日 - F1チームシミュレーションプロジェクトF、(株)テレネット
- 2022年01月08日 - 無垢少女（PCゲーム)

### CD
- 1991年4月12日 - ヴァリスIII（東芝EMI)
- 2018年6月01日 - Waltz for HARUKA
- 2018年07月09日 - My son
- 2025年1月31日ｰとどくかな？BIGUP!

## 著書
- 1996年2月01日 - KPT Bryceによるマルチメディアデザイン (SOFTBANK BOOKS) (日本語) 単行本 –
- 1997年7月01日 - Director 5.0チュートリアルブック―基礎から学ぶDirectorムービー制作 Windows版 (SOFTBANK BOOKS) (日本語) 単行本
- 1997年2月01日 - Macromedia Director5.0チュートリアルブック―基礎から学ぶDirectorムービー制作 Macintosh版 (SOFTBANK BOOKS) (日本語) 単行本
- 1998年6月01日 - Macromedia Director 6チュートリアルブック―基礎から学ぶDirectorムービー制作 Macintosh & Windows版 (SOFTBANK BOOKS) 単行本
- 1998年12月01日 - ザ・テキスト of DREAMWEAVER1.2J―Dynamic HTML・基礎から応用まで (日本語)（デジタルハリウッド出版） 単行本
- 2001年04月01日 - 見開き完結 Webページ作成のためのDreamweaver4入門for Win&Mac (日本語) （インタープログ）単行本
- 2002年01月01日 - ここからはじめるJavaScript入門 (日本語)（インタープログ） 単行本